# Гленко (деревня)
Гленко (англ. Glencoe, шотл. Gleann Comhann; A' Chàrnaich) — деревня в Шотландии.

## География
Гленко расположена на Северо-Шотландском нагорье на краю долины Гленко в месте впадения реки Ко в залив Лох-Левен в районе Лохабер (округ Хайленд, Шотландия, Великобритания).
Через деревню проходит автомагистраль A82.

## История
Деревня получила известность в феврале 1692 года, когда в ней произошла кровопролитная резня — тогда клан Кэмпбеллов по приказу короля вырезал клан Макдональдов, за одну ночь были убиты 38 мужчин, десятки женщин и детей погибли чуть позже от голода и холода.

## Прочая информация
- Живописный ландшафт вокруг деревни вдохновлет кинорежиссёров: здесь проходили съёмки фильма «Монти Пайтон и Священный Грааль» (1975)[5], здесь была построена хижина Рубеуса Хагрида для съёмок фильма «Гарри Поттер и Узник Азкабана» (2004); также здесь, согласно Яну Флемингу, родился Эндрю Бонд, отец Джеймса Бонда. Развязка фильма «007: Координаты „Скайфолл“» снималась именно здесь.
- В 1834 году жители американского городка Мускета-Коув решили сменить его название, так как оно было слишком похоже на mosquito (рус. комар). Новым названием избрали Гленко, в честь живописной шотландской долины и деревни на её краю, но в связи с ошибкой оно превратилось в Глен-Коув (с англ. — «бухта Глена»)[6].